# AceFEM
AceFEM je splošno okolje za reševanje inženirskih problemov z metodo končnih elementov. Avtor paketa je Jože Korelc. Sistem izkotišča zmožnosti simbolnega računanja programskega paketa Mathematica in omogoča enostavno generacijo kustomiziranih aplikacij na podlagi Metode končnih elementov.